# Báha tartomány

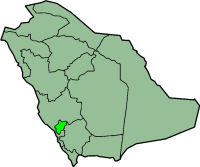
Báha tartomány elhelyezkedése Szaúd-Arábián belül

El-Báha tartomány (arabul منطقة الباحة [Minṭaqat al-Bāḥa]) Szaúd-Arábia tizenhárom tartományának legkisebbike. Az ország délnyugati részén fekszik. Északon, nyugaton és délen Mekka tartomány, keleten pedig Aszír tartomány határolja. Székhelye el-Báha városa. Területe 9921 km², népessége a 2004-es népszámlálási adatok szerint 377 739 fő. Kormányzója Musári bin Szuúd bin Abd al-Azíz Ál Szuúd herceg.

## Fordítás
Ez a szócikk részben vagy egészben  a   Liste der Provinzen Saudi-Arabiens című német Wikipédia-szócikk ezen változatának fordításán alapul.  Az eredeti cikk szerkesztőit annak laptörténete sorolja fel. Ez a jelzés csupán a megfogalmazás eredetét és a szerzői jogokat jelzi, nem szolgál a cikkben szereplő információk forrásmegjelöléseként.